# Ceratognathus froggatti
Ceratognathus froggatti es una especie de coleóptero de la familia Lucanidae.

## Distribución geográfica
Habita en Nueva Gales del Sur.